# Clay Cove (White Bay)
De Clay Cove is een kleine inham van de White Bay aan de noordkust van het Canadese eiland Newfoundland. De inham ligt aan de westzijde van het schiereiland Baie Verte en huisvestte ooit een zeer kleine nederzetting.

## Geografie
De cove heeft een maximale breedte van 300 m en gaat zo'n 200 m ver het binnenland in. Ze ligt aan een heuvelachtig kustgebied van Baie Verte, met reliëf dat aan weerszijden vrij snel stijgt tot ruim 140 m boven zeeniveau. Twee naamloze beken monden uit in de inham.
De inham kijkt uit over het 2 km verder in de White Bay gelegen Granby Island en ligt tussen de noordelijk gelegen Pumbly Cove en de zuidelijk gelegen Little Pumbly Cove, dewelke beide historisch gezien eveneens een kleine nederzetting huisvestten. De dichtstbij gelegen bewoonde plaats is het dorp Purbeck's Cove, dat zo'n 2,5 km noordelijker ligt.
Boten kunnen er voor anker liggen in water dat 15 tot 20 vadem diep is (ofwel 27 tot 37 meter). Behalve via het water is de Clay Cove ook bereikbaar via het in de streek bestaande netwerk aan onverharde bospaden en houthakkerswegen.

### Geologie
Bij de Clay Cove bevindt zich een depositie van marmer, een gesteente dat in Newfoundland enkel in het westen en noordwesten voorkomt. Het stamt uit het laatste gedeelte van het Precambrium.
Het marmer heeft een grijswitte tot witte kleur, met hier en daar bruine strepen. Een beek die over een stuk van deze depositie stroomt, heeft het marmer daar gepolijst tot een briljant wit. De textuur van het marmer varieert van afanitisch tot grof kristallijn gesteente. De depositie is minstens 30 m breed, maar ligt slechts over een afstand van 37 m aan het oppervlak, waardoor bij gebrek aan gedegen onderzoek de ware grootte niet gekend is.
Aan de zuidelijke oever van de Clay Cove ligt nog een tweede, veel kleinere marmerdepositie. Daar betreft het blauwe marmer met eveneens blauwgrijze en zwarte gedeeltes. Deze depositie is echter te klein om van enig economisch belang te kunnen zijn.

## Geschiedenis
In 1889 woonde er één visser met zijn huishouden aldaar, met name de familie Hewitt. Volgens de volkstelling van 1891 telde de plaats zeven inwoners, allen behorend tot hetzelfde gezin. Ook in 1905 woonden er nog Hewitts te Clay Cove.
Circa 1912 begonnen de broers William en Robert Edgar een kleinschalige mijnbouwoperatie om het aanwezige marmer bij de Clay Cove te ontginnen. De groeve was echter weinig succesvol en de bedrijvigheid werd dan ook vrij snel stopgezet. De zeer kleine nederzetting aan de Clay Cove hield daarna op met bestaan.
In de zomer van 2022 spoelde er op het strand van de Clay Cove een ongeveer vijftien meter lange potvis aan. Restanten ervan werden een tijd later gevonden door een paar lokale mensen, maar vanwege het zeer afgelegen karakter van de streek bereikte dit nooit het nieuws. Eind 2024 ontdekte een man uit België via Google Maps per toeval een satellietfoto van het aangespoelde dier, waarna de walvis ruim twee jaar later plots veel aandacht kreeg in zowel de Canadese als Belgische nieuwsmedia.